# Bloaschütz

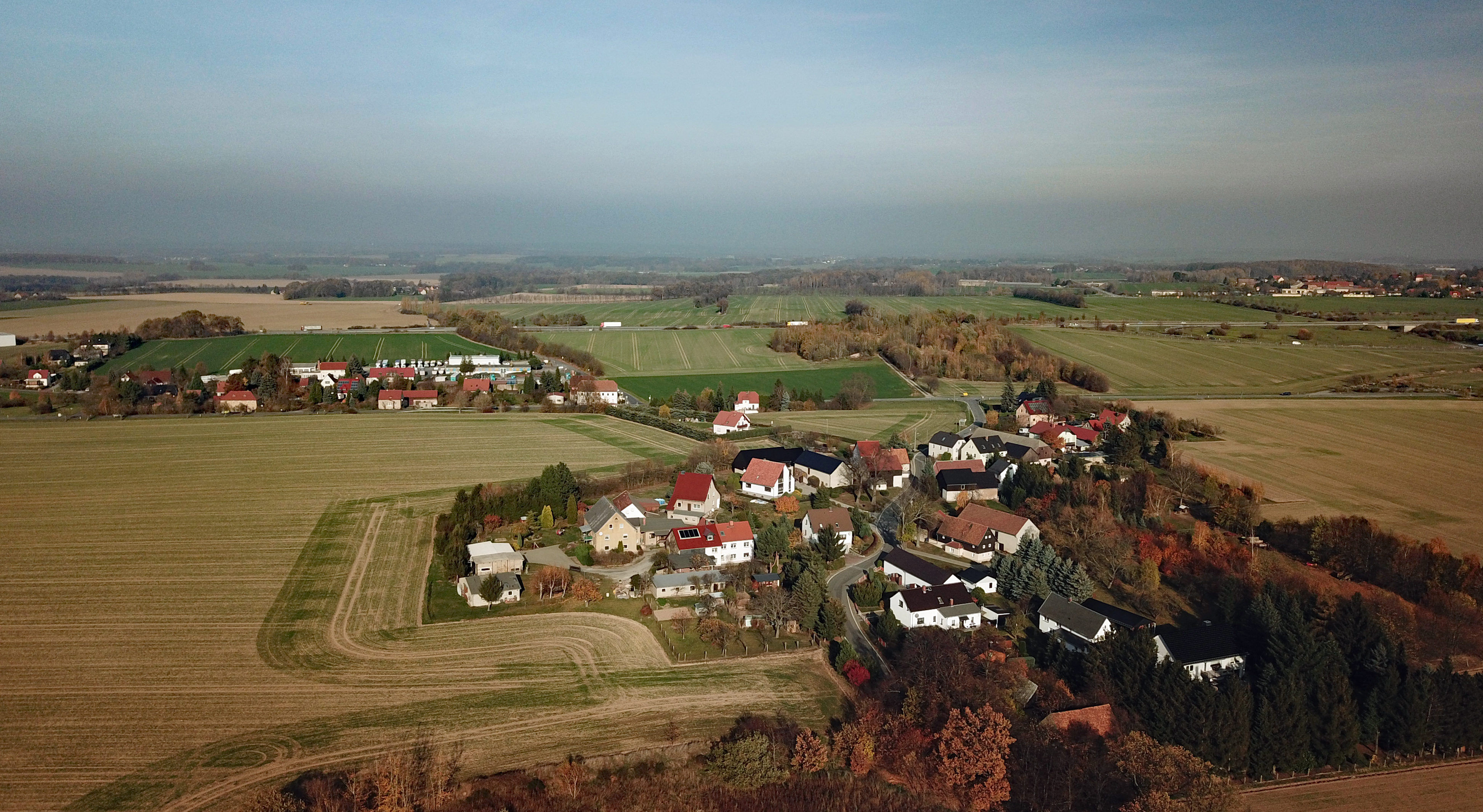
Luftbild

Bloaschütz, obersorbisch Błohašecyⓘ, ist ein Ort im ostsächsischen Landkreis Bautzen und gehört seit 1999 zur Großen Kreisstadt Bautzen. Seit 2007 zählt es offiziell als Stadtteil. Es liegt in der Oberlausitz und befindet sich im Siedlungsgebiet der Sorben.

## Geografie
Der Ort Bloaschütz befindet sich etwa fünf Kilometer westlich vom Bautzener Stadtzentrum und besteht aus zwei Teilen, einem älteren Rundweiler im Süden und der jüngeren Siedlung, die sich ab dem späten 19. Jahrhundert neben der alten Töpferschänke an der Kamenzer Landstraße entwickelte. Die Umgebung ist hügelig und wird landwirtschaftlich genutzt; das Gelände fällt hinter dem unmittelbar westlich des Dorfes gelegenen Hussitenberg (244 m) in Richtung Döberkitz ab, wo ein kleiner Bach dem Langen Wasser entgegenfließt.
Die Nachbarorte sind Salzenforst im Nordosten, Dreistern im Südosten, Neu-Bloaschütz im Süden, Döberkitz im Westen und Bolbritz im Nordwesten.

## Geschichte

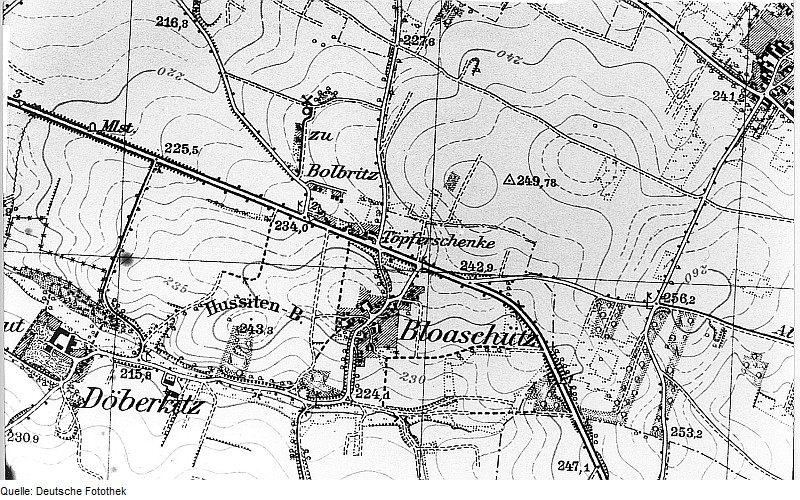
Bloaschütz Anfang des 20. Jahrhunderts

Zwischen Bloaschütz und dem benachbarten Döberkitz befinden sich mehrere Grabhügel, die auf eine frühere Besiedlung an dieser Stelle schließen lassen.
Die Siedlung selbst wurde erstmals 1296 als Herrensitz des Heinemannus de Bloschwicz erwähnt; es folgten Nennungen als Bloschwitz (1502), Bloaschicz (1556) und 1791 erstmals als Bloaschütz. Bis ins 20. Jahrhundert wurde der Ort auch als Haberdörfel bezeichnet.
1777 gehörten den Rittergütern Bolbritz und Döberkitz Anteile des kleinen Dorfes, das damals nur über einen besessenen Mann, drei Gärtner und acht Häusler verfügte. Zu dieser Zeit führte bereits die neue Trasse der Hohen Straße, einer überregional bedeutsamen Handelsstraße, nicht mehr über Salzenforst und Dreikretscham, sondern direkt von Rattwitz kommend an Bloaschütz vorbei. Aus diesem Grund entstand vermutlich die heute nicht mehr existente Töpferschänke (auch als Tippelschenke bekannt) auf der nördlichen Straßenseite.
Seit dem 19. Jahrhundert war Bloaschütz ein Ortsteil von Bolbritz. 1969 wurden die Gemeinden Bolbritz und Salzenforst zu Salzenforst-Bolbritz vereinigt. 1994 erfolgte die Eingemeindung nach Kleinwelka und 1999 in die Stadt Bautzen.

## Bevölkerung
Im Jahre 1834 lag die Einwohnerzahl des Ortes bei 83. Arnošt Muka zählte in den 1880er Jahren 98 Bewohner, davon 93  Sorben (95 %). Bloaschütz lag damals inmitten des Kernsiedlungsgebietes. Der Anteil der Sorbisch-Sprecher im Ort ist seitdem zurückgegangen.
Seit der Reformation ist die Bevölkerung fast ausschließlich evangelisch-lutherisch und nach Göda gepfarrt.

## Wirtschaft und Infrastruktur
Unmittelbar westlich an Bloaschütz anschließend befindet sich das Industrie- und Gewerbegebiet Salzenforst, wo sich nach 2000 zahlreiche Betriebe ansiedelten. Ebenfalls nahe dem Ort befindet sich die Autobahnraststätte Oberlausitz.
Der Ort hat eine verkehrsgünstige Lage, die Gewerbeansiedlungen begünstigt. Die Bundesautobahn 4 (Dresden – Görlitz) führt direkt nördlich an Bloaschütz vorbei; die Anschlussstelle Salzenforst ist nur einen knappen Kilometer entfernt. Die Staatsstraße 111 führt unweit südlich des Ortes von Bautzen nach Bischofswerda. Die als Ortsumgehung ausgebaute S 106 ermöglicht eine schnelle Verbindung zur B 96 nach Hoyerswerda und Zittau. Über die S 100 ist außerdem die Große Kreisstadt Kamenz zu erreichen.
Westlich des Ortes ist das Bautzener Tierheim ansässig.